# 謝深甫
谢深甫（1139年—1204年），字子肃，因其祖在台州做官，于是居临海，南宋官員。

## 生平
小时候很聪明，立志为学。学习时晚上不睡觉，拿井水放在脚上防睏。南宋乾道二年（1166年）进士。父亲谢景之临终前对妻子说：“这个儿子乃是重器，一定会光大我们家。你要好好督其力学。”
南宋光宗时进右丞相，孙女谢道清为南宋理宗皇后。

## 身后
追封鲁王，谥惠正，葬五十八都环翠山。
为纪念谢深甫，临海市将境内一条道路命名为深甫路。

## 延伸阅读
[在维基数据编辑]
 《宋史·卷394》，出自脱脱《宋史》